# Kościół św. Franciszka z Asyżu w Wałbrzychu
Kościół świętego Franciszka z Asyżu w Wałbrzychu – rzymskokatolicki kościół parafialny znajdujący się w wałbrzyskiej dzielnicy Podgórze.
Historia świątyni rozpoczyna się w 1887 roku, kiedy to doktor Franz kanonik wrocławski kupił 6 hektarów gruntu z budynkami oberży, gorzelni i Sali Teatralnej. W 1888 roku kupione budynki zostały przebudowane na kościół. Właścicielem świątyni została książęca kuria biskupia we Wrocławiu. W dniu 28 listopada 1889 roku świątynia została poświęcona w dniu 28 listopada 1889 roku przez kanonika Franza i otrzymała wezwanie św. Franciszka z Asyżu. W dniu 10 sierpnia 1890 roku świątynia otrzymała pierwszego opiekuna w osobie księdza Hermana Wagnera, który w dniu 4 listopada 1891 roku został pierwszym administratorem parafii, a w dniu 7 listopada pierwszym proboszczem. W dniu 3 maja 1891 roku kanonik Franz opiekujący się parafią przekazał kościołowi stacje Drogi Krzyżowej. W dniu 2 lipca 1933 roku został położony kamień węgielny pod budowę nowej świątyni. Budowa została zakończona w 1937 roku poświęceniem ostatnich malowideł ściennych z życia św. Franciszka z Asyżu. Na wieży świątyni zostały zawieszone trzy dzwony o imionach: Trójcy Świętej, św. Franciszka, Ave Maria. Podczas II wojny światowej dzwony zostały zabrane na cele zbrojeniowe i obecnie na wieży są umieszczone dwa dzwony: Maryja Królowa Polski i św. Franciszek. Po zakończeniu wojny w 1945 roku za zgodą administratora apostolskiego księdza infułata Karola Milika z Wrocławia przy Kościele został założony dom księży i braci pallotynów.
W kościele znajdują się organy wykonane w 1973 roku przez firmę organmistrzowską Kamiński z Warszawy. Instrument posiada 24 rejestry oraz elektro-pneumatyczne: trakturę gry i trakturę rejestrów.